# Las Caramicuas
Las Caramicuas är en ort i Mexiko.   Den ligger i kommunen Huetamo och delstaten Michoacán de Ocampo, i den södra delen av landet, 200 km sydväst om huvudstaden Mexico City. Las Caramicuas ligger 292 meter över havet och antalet invånare är 138.
Terrängen runt Las Caramicuas är varierad. Runt Las Caramicuas är det ganska tätbefolkat, med 52 invånare per kvadratkilometer. Närmaste större samhälle är Huetamo de Núñez, 8,9 km nordväst om Las Caramicuas. I omgivningarna runt Las Caramicuas växer huvudsakligen savannskog.